# بيتولا كلارك
بيتولا كلارك (بالإنجليزية: Petula Clark)‏، أو بيتولا سالي أولوين كلارك (15 نوفمبر 1932 في سري، المملكة المتحدة) هي ممثلة ومغنية بريطانية.

## حياتها
بدأت كلارك الغناء في سن السابعة في فرقة أطفال، وعملت في الإذاعة الإنجليزية البي بي سي إبان الحرب العالمية الثانية.أول فيلم سينمائي لها كان في عام 1944 عندما اكتشف موهبتها المخرج موريص إلفي واستعان بها في فيلمه Medal for the General وهي في الحادية عشر من عمرها، ومثلت بعد هذا الفيلم في العديد من الأفلام، تخطت شهرتها حدود إنجلترا و نالت شهرة عالمية عندما غنت أغنية Downtown و التي أصدرتها بعدة لغات، أشتهرت كلارك بغنائها بأكثر من لغة مختلفة فإلى جانب لغتها الأم (الإنجليزية), غنت كلارك عدة أغاني باللغة الإيطالية والفرنسية و الأسبانية.
في عام 1962 أصبحت كلارك معروفة وذو شعبية في ألمانيا. تحصلت على المرتبة الأولى من خلال أغنيتها (السيد)، كما أنها غنت أيضا باللغة الألمانية، وباعت أكثر من ثلاثة ملايين أسطوانة
في عام 1961 تزوجت بيتولا الصحفي الفرنسي كلود وولف ورزقا بثلاثة أطفال. حصلت عام 1998 على وسام رتبة الإمبراطورية البريطانية.

## وصلات خارجية
- petulaclark.net, الموقع الرسمي
- petulaclark.co.uk, her British official website
- بيتولا كلارك على موقع IMDb (الإنجليزية)
- بيتولا كلارك على موقع روتن توميتوز (الإنجليزية)
- بيتولا كلارك على موقع مونزينجر (الألمانية)
- بيتولا كلارك على موقع ألو سيني (الفرنسية)
- بيتولا كلارك على موقع ميوزك برينز (الإنجليزية)
- بيتولا كلارك على موقع تيرنر كلاسيك موفيز (الإنجليزية)
- بيتولا كلارك على موقع أول موفي (الإنجليزية)
- بيتولا كلارك على موقع قاعدة بيانات برودواي على الإنترنت (الإنجليزية)
- بيتولا كلارك على موقع قاعدة بيانات الأفلام السويدية (السويدية)
- بيتولا كلارك على موقع إن إن دي بي (الإنجليزية)
- بيتولا كلارك التسجيلات من ديسكاغز.كوم
- Glenn Gould dissects the music and image of Petula Clark in a 1967 CBC broadcast نسخة محفوظة 4 يوليو 2007 على موقع واي باك مشين.
- BBC interview
- Union Jack interview
- BBC Radio Wales interview, January 2007
- Las Vegas Sun interview, February 2007
- BBC Radio Wales interview, August 2008
- discoogle.com discography
- Hastings Musical Festival

قالب:Petula Clark